# Axiodes commutata
Axiodes commutata är en fjärilsart som beskrevs av Louis Beethoven Prout 1938. Axiodes commutata ingår i släktet Axiodes och familjen mätare. Inga underarter finns listade i Catalogue of Life.